# Смиловци (Чашка)
Смиловци (мкд. Смиловци) су насеље у Северној Македонији, у средишњем државе. Смиловци припадају општини Чашка.

## Географија
Смиловци су смештени у средишњем делу Северне Македоније. Од најближег већег града, Велеса, насеље је удаљено 35 km јужно.
Насеље Смиловци се налази у историјској области Азот. Насеље је смештено у долини притоке реке Бабуне. Југозападно од насеља издиже се планина Бабуна. Надморска висина насеља је приближно 420 метара.
Месна клима је континентална.

## Становништво
Смиловци су према последњем попису из 2002. године имали 20 становника.
Према истом попису претежно становништво у насељу су етнички Македонци (100%).
Већинска вероисповест је православље.